# مارك جينيه
مارك جينيه (بالإسبانية: Marc Gené)‏ مواليد 29 مارس 1974 في ساباديل، منطقة كتالونيا، إسبانيا، هو سائق فورملا 1 إسباني بدأ مسيرته الاحترافية سنة 1999. كان أول سباق له هو سباق الجائزة الكبرى الأسترالي 1999. خاض خلال مسيرته 36 سباقاً.

## سباقات شارك فيها
- لو مان 24 ساعة
- بطولة العالم للكارتينغ
- بطولة فورمولا 3 البريطانية
- بطولة العالم للتحمل

## روابط خارجية
- مارك جينيه على موقع DriverDB.com (الإنجليزية)